# 500 Miglia di Indianapolis 2018
La 500 Miglia di Indianapolis 2018 (102ª edizione presentata da PennGrade Motor Oil) si è tenuta il 27 maggio 2018.

## Calendario
| Dom                   | Lun                             | Mar           | Mer                | Gio                       | Ven                      | Sab                   |
| --------------------- | ------------------------------- | ------------- | ------------------ | ------------------------- | ------------------------ | --------------------- |
| 29                    | 30 Open Test                    | 1 ROP         | 2 Test Costruttori | 3                         | 4                        | 5 Mini-Marathon       |
| 6                     | 7                               | 8             | 9                  | 10 Road to Indy Libere    | 11 Grand Prix Qualifiche | 12 IndyCar Grand Prix |
| 13 Festa della Mamma  | 14 Conversione dell'auto giorno | 15 ROP Libere | 16 Libere          | 17 Libere                 | 18 Libere Fast Friday    | 19 Prove a cronometro |
| 20 Prove a cronometro | 21 Libere                       | 22            | 23                 | 24 Indy Lights Qualifiche | 25 Carb Day Freedom 100  | 26 Legends Day Parata |
| 27 Indianapolis 500   | 28 Memorial Day                 | 29            | 30                 | 31                        |                          |                       |

| \| Colore \| Note \| \| --------- \| ------------------ \| \| Verde \| Libere \| \| Blu scuro \| Prove a cronometro \| \| Argento \| Gara \| \| Rosso \| Pioggia* \| \| Bianco \| Nessuna attività \| * Include i giorni in cui l'attività in pista è stata significativamente limitata a causa della pioggia. |                    |
| Colore | Note               |
| Verde | Libere             |
| Blu scuro | Prove a cronometro |
| Argento | Gara               |
| Rosso | Pioggia*           |
| Bianco | Nessuna attività   |

| Colore    | Note               |
| --------- | ------------------ |
| Verde     | Libere             |
| Blu scuro | Prove a cronometro |
| Argento   | Gara               |
| Rosso     | Pioggia*           |
| Bianco    | Nessuna attività   |

## Partecipanti
La Entey List è stata presentata il 1º maggio 2018, con 35 macchine iscritte.
| Numero             | Pilota                  | Squadra                                           | Motore    |
| ------------------ | ----------------------- | ------------------------------------------------- | --------- |
| 1                  | Josef Newgarden         | Team Penske                                       | Chevrolet |
| 3                  | Hélio Castroneves W     | Team Penske                                       | Chevrolet |
| 4                  | Matheus Leist R         | A. J. Foyt Enterprises                            | Chevrolet |
| 5                  | James Hinchcliffe       | Schmidt Peterson Motorsports                      | Honda     |
| 6                  | Robert Wickens R        | Schmidt Peterson Motorsports                      | Honda     |
| 7                  | Jay Howard              | Schmidt Peterson Motorsports con AFS Racing       | Honda     |
| 9                  | Scott Dixon W           | Chip Ganassi Racing                               | Honda     |
| 10                 | Ed Jones                | Chip Ganassi Racing                               | Honda     |
| 12                 | Will Power              | Team Penske                                       | Chevrolet |
| 13                 | Danica Patrick          | Ed Carpenter Racing                               | Chevrolet |
| 14                 | Tony Kanaan W           | A. J. Foyt Enterprises                            | Chevrolet |
| 15                 | Graham Rahal            | Rahal Letterman Lanigan Racing                    | Honda     |
| 17                 | Conor Daly              | Dale Coyne Racing e Thom Burns Racing             | Honda     |
| 18                 | Sébastien Bourdais      | Dale Coyne Racing con Vasser-Sullivan             | Honda     |
| 19                 | Zachary Claman DeMelo R | Dale Coyne Racing                                 | Honda     |
| 20                 | Ed Carpenter            | Ed Carpenter Racing                               | Chevrolet |
| 21                 | Spencer Pigot           | Ed Carpenter Racing                               | Chevrolet |
| 22                 | Simon Pagenaud          | Team Penske                                       | Chevrolet |
| 23                 | Charlie Kimball         | Carlin                                            | Chevrolet |
| 24                 | Sage Karam              | Dreyer & Reinbold Racing                          | Chevrolet |
| 25                 | Stefan Wilson           | Andretti Autosport                                | Honda     |
| 26                 | Zach Veach              | Andretti Autosport                                | Honda     |
| 27                 | Alexander Rossi W       | Andretti Autosport                                | Honda     |
| 28                 | Ryan Hunter-Reay W      | Andretti Autosport                                | Honda     |
| 29                 | Carlos Muñoz            | Andretti Autosport                                | Honda     |
| 30                 | Takuma Satō W           | Rahal Letterman Lanigan Racing                    | Honda     |
| 32                 | Kyle Kaiser R           | Juncos Racing                                     | Chevrolet |
| 33                 | James Davison           | A. J. Foyt Enterprises con Byrd-Hollinger-Belardi | Chevrolet |
| 59                 | Max Chilton             | Carlin                                            | Chevrolet |
| 60                 | Jack Harvey             | Meyer Shank Racing con Schmidt Peterson           | Honda     |
| 63                 | Pippa Mann              | Dale Coyne Racing                                 | Honda     |
| 66                 | J. R. Hildebrand        | Dreyer & Reinbold Racing                          | Chevrolet |
| 77                 | Oriol Servià            | Team Stange Racing con Schmidt Peterson           | Honda     |
| 88                 | Gabby Chaves            | Harding Racing                                    | Chevrolet |
| 98                 | Marco Andretti          | Andretti Herta Autosport con Curb-Agajanian       | Honda     |
| Risultati Ufficali |                         |                                                   |           |

- W  Vincitore della 500 Miglia di Indianapolis
- R  Debuttante alla 500 Miglia di Indianapolis

## Griglia di partenza
(R) = Debuttante alla 500 Miglia di Indianapolis; (W) = Vincitore della 500 Miglia di Indianapolis
| Fila | Interno | Interno                   | Centro | Centro                | Esterno | Esterno            |
| ---- | ------- | ------------------------- | ------ | --------------------- | ------- | ------------------ |
| 1    | 20      | Ed Carpenter              | 22     | Simon Pagenaud        | 12      | Will Power         |
| 2    | 1       | Josef Newgarden           | 18     | Sébastien Bourdais    | 21      | Spencer Pigot      |
| 3    | 13      | Danica Patrick            | 3      | Hélio Castroneves (W) | 9       | Scott Dixon (W)    |
| 4    | 14      | Tony Kanaan (W)           | 4      | Matheus Leist (R)     | 98      | Marco Andretti     |
| 5    | 19      | Zachary Claman DeMelo (R) | 28     | Ryan Hunter-Reay (W)  | 23      | Charlie Kimball    |
| 6    | 30      | Takuma Satō (W)           | 32     | Kyle Kaiser (R)       | 6       | Robert Wickens (R) |
| 7    | 33      | James Davison             | 59     | Max Chilton           | 29      | Carlos Muñoz       |
| 8    | 88      | Gabby Chaves              | 25     | Stefan Wilson         | 24      | Sage Karam         |
| 9    | 26      | Zach Veach                | 64     | Oriol Servià          | 66      | J. R. Hildebrand   |
| 10   | 7       | Jay Howard                | 10     | Ed Jones              | 15      | Graham Rahal       |
| 11   | 60      | Jack Harvey               | 27     | Alexander Rossi (W)   | 17      | Conor Daly         |

Non qualificati
| N° | Pilota            | Squadra                      |
| -- | ----------------- | ---------------------------- |
| 5  | James Hinchcliffe | Schmidt Peterson Motorsports |
| 63 | Pippa Mann        | Dale Coyne Racing            |

## Gara
| Pos                 | N° | Pilota                    | Squadra                                           | Motore    | Giri | Tempo               | Pit Stop | Pos. Partenza | Giri al Comando | Punti |
| ------------------- | -- | ------------------------- | ------------------------------------------------- | --------- | ---- | ------------------- | -------- | ------------- | --------------- | ----- |
| 1                   | 12 | Will Power                | Team Penske                                       | Chevrolet | 200  | 2:59:42.6365        | 5        | 3             | 59              | 108   |
| 2                   | 20 | Ed Carpenter              | Ed Carpenter Racing                               | Chevrolet | 200  | +3.1589             | 5        | 1             | 65              | 92    |
| 3                   | 9  | Scott Dixon (W)           | Chip Ganassi Racing                               | Honda     | 200  | +4.5928             | 5        | 9             | 0               | 71    |
| 4                   | 27 | Alexander Rossi (W)       | Andretti Autosport                                | Honda     | 200  | +5.2237             | 5        | 32            | 1               | 65    |
| 5                   | 28 | Ryan Hunter-Reay (W)      | Andretti Autosport                                | Honda     | 200  | +6.7187             | 5        | 14            | 1               | 61    |
| 6                   | 22 | Simon Pagenaud            | Team Penske                                       | Chevrolet | 200  | +7.2357             | 5        | 2             | 1               | 65    |
| 7                   | 29 | Carlos Muñoz              | Andretti Autosport                                | Honda     | 200  | +7.8377             | 6        | 21            | 4               | 53    |
| 8                   | 1  | Josef Newgarden           | Team Penske                                       | Chevrolet | 200  | +8.6917             | 6        | 4             | 3               | 55    |
| 9                   | 6  | Robert Wickens (R)        | Schmidt Peterson Motorsports                      | Honda     | 200  | +9.3112             | 7        | 18            | 2               | 45    |
| 10                  | 15 | Graham Rahal              | Rahal Letterman Lanigan Racing                    | Honda     | 200  | +11.3368            | 6        | 30            | 12              | 41    |
| 11                  | 66 | J. R. Hildebrand          | Dreyer & Reinbold Racing                          | Chevrolet | 200  | +12.7354            | 6        | 27            | 0               | 38    |
| 12                  | 98 | Marco Andretti            | Andretti Herta Autosport with Curb-Agajanian      | Honda     | 200  | +14.0745            | 5        | 12            | 0               | 36    |
| 13                  | 4  | Matheus Leist (R)         | A. J. Foyt Enterprises                            | Chevrolet | 200  | +14.7798            | 5        | 11            | 0               | 34    |
| 14                  | 88 | Gabby Chaves              | Harding Racing                                    | Chevrolet | 200  | +15.1173            | 8        | 22            | 0               | 32    |
| 15                  | 25 | Stefan Wilson             | Andretti Autosport                                | Honda     | 200  | +33.6747            | 7        | 23            | 3               | 31    |
| 16                  | 60 | Jack Harvey               | Meyer Shank Racing with Schmidt Peterson          | Honda     | 200  | +34.7970            | 6        | 31            | 0               | 28    |
| 17                  | 64 | Oriol Servià              | Scuderia Corsa with RLL                           | Honda     | 200  | +38.2325            | 6        | 26            | 16              | 27    |
| 18                  | 23 | Charlie Kimball           | Carlin                                            | Chevrolet | 200  | +41.5146            | 8        | 15            | 0               | 24    |
| 19                  | 19 | Zachary Claman DeMelo (R) | Dale Coyne Racing                                 | Honda     | 199  | +1 giro             | 6        | 13            | 7               | 23    |
| 20                  | 21 | Spencer Pigot             | Ed Carpenter Racing                               | Chevrolet | 199  | +1 giro             | 8        | 6             | 3               | 25    |
| 21                  | 17 | Conor Daly                | Dale Coyne Racing e Thom Burns Racing             | Honda     | 199  | +1 giro             | 9        | 33            | 0               | 18    |
| 22                  | 59 | Max Chilton               | Carlin                                            | Chevrolet | 198  | +2 giri             | 10       | 20            | 0               | 16    |
| 23                  | 26 | Zach Veach                | Andretti Autosport                                | Honda     | 198  | +2 giri             | 10       | 25            | 0               | 14    |
| 24                  | 7  | Jay Howard                | Schmidt Peterson Motorsports/AFS Racing           | Honda     | 193  | +7 giri             | 10       | 28            | 0               | 12    |
| 25                  | 14 | Tony Kanaan (W)           | A. J. Foyt Enterprises                            | Chevrolet | 187  | Fuori per incidente | 7        | 10            | 19              | 11    |
| 26                  | 24 | Sage Karam                | Dreyer & Reinbold Racing                          | Chevrolet | 154  | Fuori per incidente | 4        | 24            | 0               | 10    |
| 27                  | 3  | Hélio Castroneves (W)     | Team Penske                                       | Chevrolet | 145  | Fuori per incidente | 4        | 8             | 0               | 12    |
| 28                  | 18 | Sébastien Bourdais        | Dale Coyne Racing con Vasser-Sullivan             | Honda     | 137  | Fuori per incidente | 4        | 5             | 4               | 16    |
| 29                  | 32 | Kyle Kaiser (R)           | Juncos Racing                                     | Chevrolet | 110  | Prob. Meccanici     | 6        | 17            | 0               | 10    |
| 30                  | 13 | Danica Patrick            | Ed Carpenter Racing                               | Chevrolet | 67   | Fuori per incidente | 2        | 7             | 0               | 13    |
| 31                  | 10 | Ed Jones                  | Chip Ganassi Racing                               | Honda     | 57   | Fuori per incidente | 2        | 29            | 0               | 10    |
| 32                  | 30 | Takuma Satō (W)           | Rahal Letterman Lanigan Racing                    | Honda     | 46   | Contatto            | 1        | 16            | 0               | 10    |
| 33                  | 33 | James Davison             | A. J. Foyt Enterprises con Byrd/Hollinger/Belardi | Chevrolet | 45   | Contatto            | 1        | 19            | 0               | 10    |
| Risultati Ufficiali |    |                           |                                                   |           |      |                     |          |               |                 |       |